# Одресан
Одресан (фр. Audressein) насеље је и општина у јужној Француској у региону Миди Пирене, у департману Арјеж која припада префектури Сен Жирон.
По подацима из 2011. године у општини је живело 116 становника, а густина насељености је износила 29,15 становника/km². Општина се простире на површини од 3,98 km². Налази се на средњој надморској висини од 500 метара (максималној 959 m, а минималној 489 m).

## Демографија
| 1962. | 1968. | 1975. | 1982. | 1990. | 1999. | 2011. |
| ----- | ----- | ----- | ----- | ----- | ----- | ----- |
| 140   | 150   | 132   | 123   | 121   | 107   | 116   |

График промене броја становника у току последњих година